# Luna esférica

Los dos círculos máximos se muestran como líneas negras delgadas, mientras que la "luna esférica" (mostrada en verde) está delineada con líneas negras gruesas. Esta geometría también define lunas de ángulos mayores: {2}_{π-θ}, y {2}_{2π-θ}

En geometría esférica, una luna esférica (o también huso esférico o biángulo) es un área de una esfera delimitada por dos mitades de círculos máximos que se encuentran en puntos antipodales. Es un ejemplo de dígono, {2}θ, con ángulo diedro θ. El término se deriva de la palabra latina luna.

## Propiedades
Los círculos máximos (estrictamente hablando, circunferencias) son aquellos del mayor tamaño posible inscritos sobre una esfera; cada uno divide la superficie de la esfera en dos mitades iguales. Dos círculos máximos siempre se cruzan en dos puntos opuestos polares.
Ejemplos comunes de grandes círculos son las líneas de longitud ("meridianos") en una esfera, que se encuentran en el polo norte y en el polo sur.
Una luna esférica tiene dos planos de simetría. Puede dividirse en dos lunas de la mitad del ángulo, o puede dividirse en dos mediante una línea ecuatorial en dos triángulos esféricos rectos.

### Superficie

Una luna de círculo completo {2}_{2π}

El área superficial de una luna esférica es 2θ R2, donde R es el radio de la esfera y θ es el ángulo diedro en radianes entre los dos semicírculos máximos.
Cuando este ángulo es igual a 2π radianes (360°), es decir, cuando la segunda mitad de círculo máximo se ha movido un círculo completo, y la luna cubre la totalidad de la esfera como un monógono esférico, la fórmula del área para la luna esférica da 4πR2, coincidente con la superficie de la esfera.

## Ejemplos
Un hosoedro es un teselado de la esfera realizado con lunas. Un hosoedro regular n-gonal, {2, n} tiene n lunas iguales de π/n radianes. Un n hosoedro tiene simetría diedral Dnh, [n, 2], (* 22n) de orden 4n. Cada luna tiene individualmente simetría cíclica C2v, [2], (* 22) de orden 4.
Cada hosoedro se puede dividir mediante una bisectriz ecuatorial en dos triángulos esféricos iguales.
| n                     | 2 | 3 | 4 | 5 | 6 | 7 | 8 | 9 | 10 |
| --------------------- | - | - | - | - | - | - | - | - | -- |
| Hosoedros             |   |   |   |   |   |   |   |   |    |
| Teselado bipirámideal |   |   |   |   |   |   |   |   |    |

## Astronomía
La porción visiblemente iluminada de la Luna visible desde la Tierra es una luna esférica. El primero de los dos círculos máximos que se cruzan es el terminador entre la mitad de la Luna iluminada por el Sol y la mitad oscura. El segundo círculo máximo es el terminador de visibilidad desde la Tierra, que separa la mitad visible desde la Tierra de la mitad invisible. La luna esférica tiene la forma de una media luna iluminada vista desde la Tierra.

## Lunas enn-esferas
Las lunas también se pueden definir en esferas de dimensiones superiores.
En 4 dimensiones, una 3-esfera es una esfera generalizada. Puede contener lunas digonales regulares como {2}θ,φ, donde θ y φ son dos ángulos diedros.
Por ejemplo, un hosoedro {2, p, q} regular tiene caras digonales, {2} 2π/p,2π/q, donde su figura de vértice es un sólido platónico esférico, {p, q}. Cada vértice de {p, q} define una arista en el hosotopo y los pares adyacentes de esas aristas definen caras lunares. O más específicamente, el hosotopo regular {2,4,3}, tiene 2 vértices, 8 aristas de arco de 180° en un cubo, {4,3}, figura de vértice entre los dos vértices, 12 caras con forma de lunas, {2} π/4,π/3, entre pares de bordes adyacentes y 6 celdas hosoédricas, {2, p} π/3.